# سیارک ۱۰۶۲
سیارک ۱۰۶۲ (به انگلیسی: 1062 Ljuba، نامگذاری:1925TD) هزار و شصت و دومین سیارک کشف شده‌است که در ۱۱ اکتبر ۱۹۲۵ و در رصدخانه سایمیز کشف شد.
قدر مطلق سیارک برابر ۹٫۸۵ است.